# Al-Jawf
al-Jawf (in arabo ﺍﻟﺠﻮﻑ‎?, che significa "depressione"), è il nome di un'antica città araba, nell'attuate nord-occidentale dell'Arabia Saudita, nella provincia di al-Hudud al-Shamaliyya.

Chiamata anche al-Jūba, viene identificata con la cittadina che Claudio Tolomeo chiamava "Dumetha" e che i primi geografi arabi musulmani trasformarono in "Dūmat al-Jandal", ricordata come l'agglomerato urbano più settentrionale del Deserto arabico e più meridionale del Deserto siriano, appartenente al Bilad al-Sham.
La città, che controllava i traffici mercantili che percorrevano la cosiddetta "strada dell'Iraq" - che dalla yemenita Gerrḥāʾ percorreva il Wadi Sirhan, per concludersi a Umm al-Ǧimāl e a Petra, e che era gestita nel tratto finale dai Nabatei - si piegò alla signoria della Umma islamica di Medina col suo signore cristiano, che versò ai musulmani 300 monete d'oro, a titolo di jizya, in ragione del numero degli uomini adulti.